# Monolepta mafrasensis
Monolepta mafrasensis es una especie de insecto coleóptero de la familia Chrysomelidae.
Fue descrita científicamente en 1904 por Wilcox.